# Storuman (plaats)
Storuman (Zuid-Samisch: Luspie, Ume-Samisch: Lusspie) is de hoofdplaats van de gemeente Storuman in het landschap Lapland en de provincie Västerbottens län in Zweden. De plaats heeft 2255 inwoners (2005) en een oppervlakte van 354 hectare. De plaats ligt aan het gelijknamige meer Storuman, eigenlijk een verbreed deel van de rivier de Umeälven.

## Verkeer en vervoer
In de plaats kruist de Europese weg 45 (noord-zuid) de Europese weg 12 (oost-west). Oostwaarts gaat de E12 naar Lycksele en Umeå) aan de kust van de Botnische Golf. Vlak bij het dorpsplein is dan ook het busstation en het station van de Inlandsbanan. Er loopt vanuit Storuman een spoorlijn naar Lycksele-Hällnäs (spoorlijn Hällnäs - Storuman) en naar Umeå, maar die is al jaren buiten gebruik en geheel overwoekerd door bos.

## Galerij

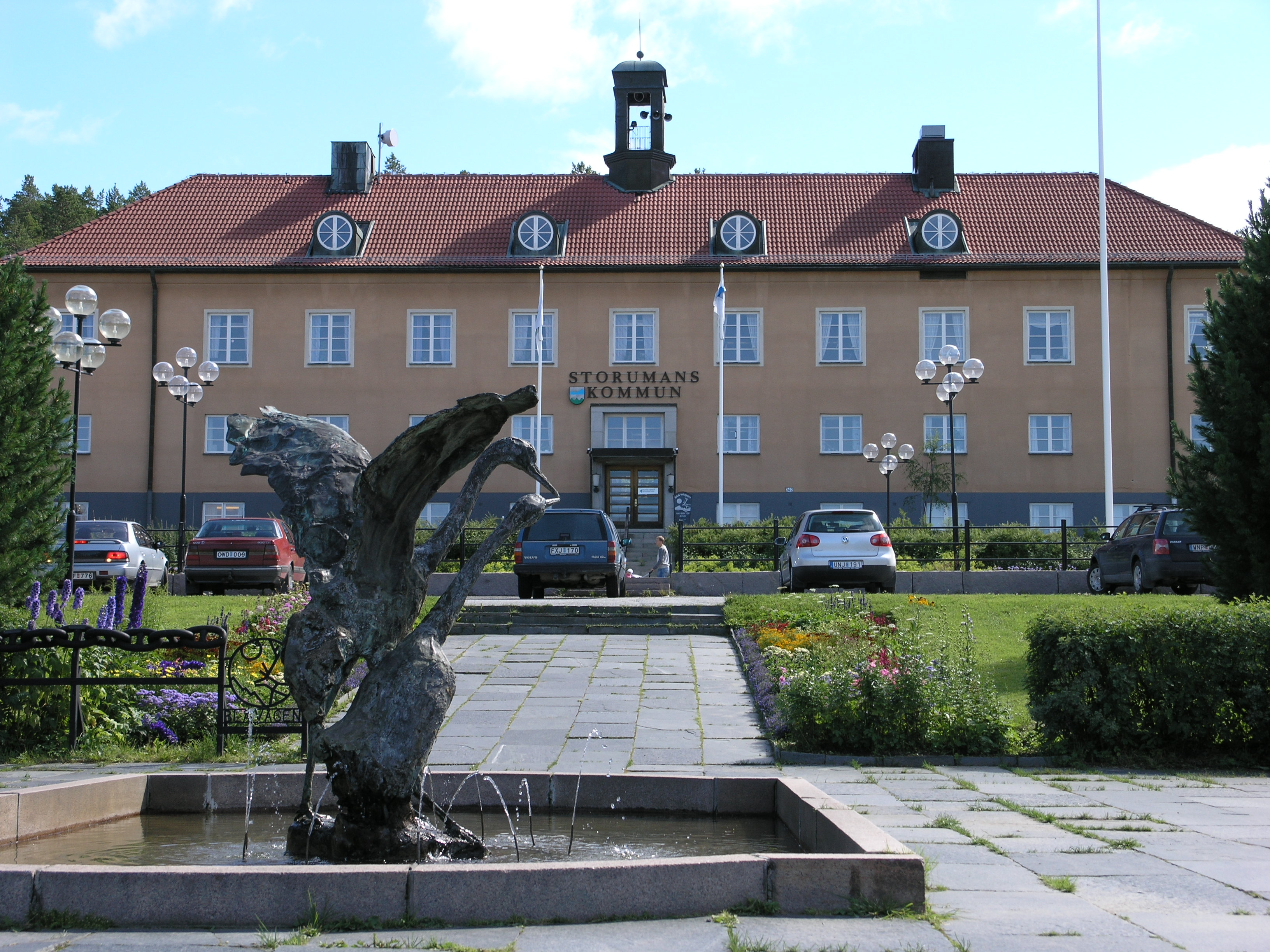
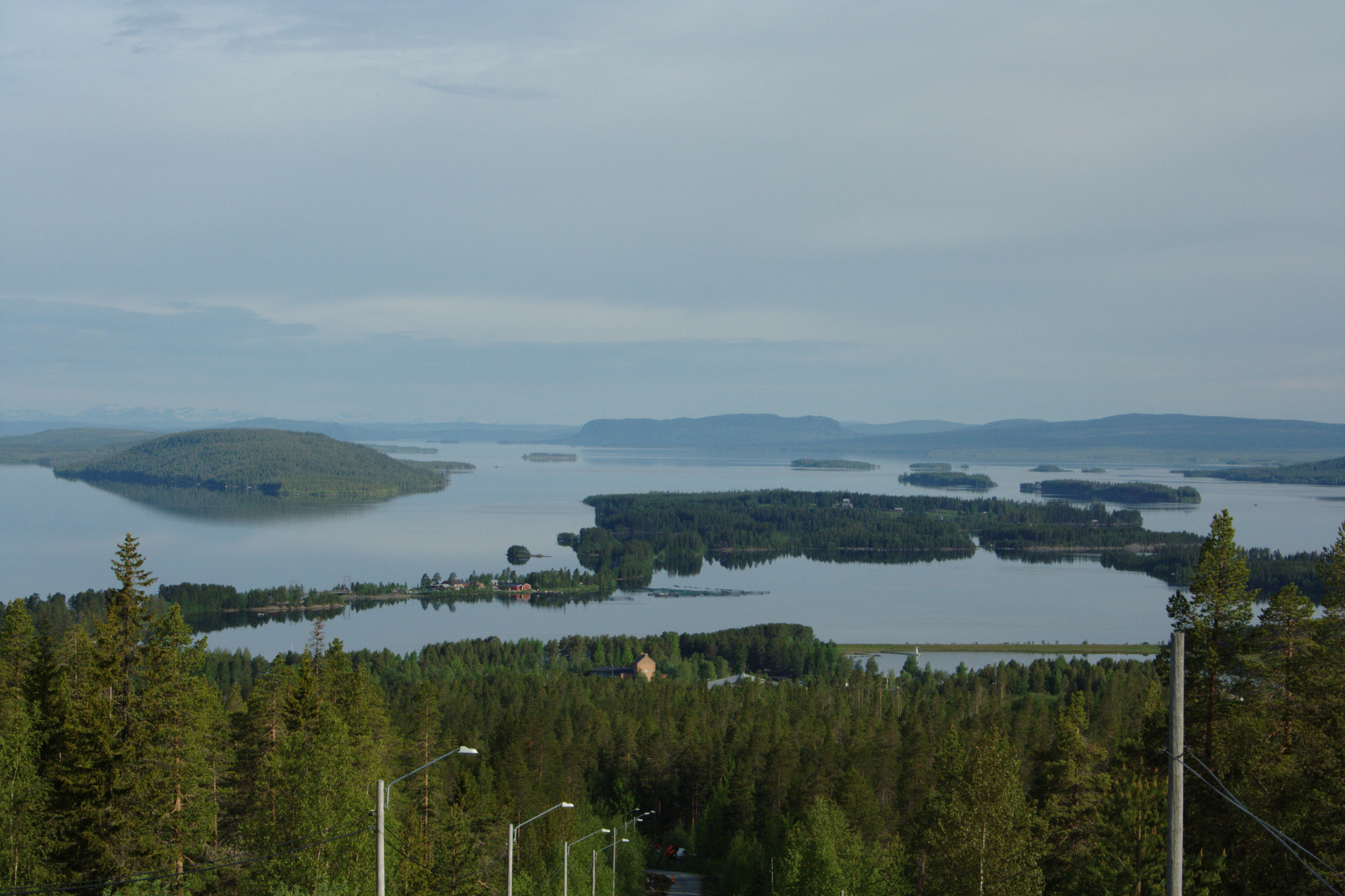